# Ovieda spinosa
Ovieda spinosa  là một loài thực vật có hoa trong họ Hoa môi. Loài này được (L.) Spreng. mô tả khoa học đầu tiên năm 1825.